# Jargeau
Jargeau ist eine französische Kleinstadt und eine Gemeinde mit 4.636 Einwohnern (Stand 1. Januar 2022) im Département Loiret in der Region Centre-Val de Loire.

## Lage
Jargeau liegt etwa 21 km (Fahrtstrecke) südöstlich von Orléans bzw. knapp 125 km südlich von Paris auf dem Südufer der Loire in einer Höhe von ca. 105 m. Das Klima ist gemäßigt und nahezu frostfrei; Regen (645 mm/Jahr) fällt verteilt übers ganze Jahr.

## Bevölkerungsentwicklung
| Jahr      | 1800 | 1851 | 1901 | 1954 | 1999 | 2018 |
| Einwohner | 2441 | 2801 | 2321 | 2640 | 3979 | 4606 |

Der Bevölkerungsanstieg seit den letzten Jahrzehnten des 20. Jahrhunderts ist im Wesentlichen auf die Zuwanderung von Menschen aus der ländlichen Umgebung zurückzuführen.

## Wirtschaft
Als Kleinstadt war und ist Jargeau auf die Versorgung mit Lebensmitteln aus dem Umland angewiesen. Neben innerstädtischen Handwerks- und Dienstleistungsunternehmen gibt es eine kleine Industrieansiedlung (Zone industrielle le Clos des Cailloux) im Osten den Stadtgebiets.

## Geschichte

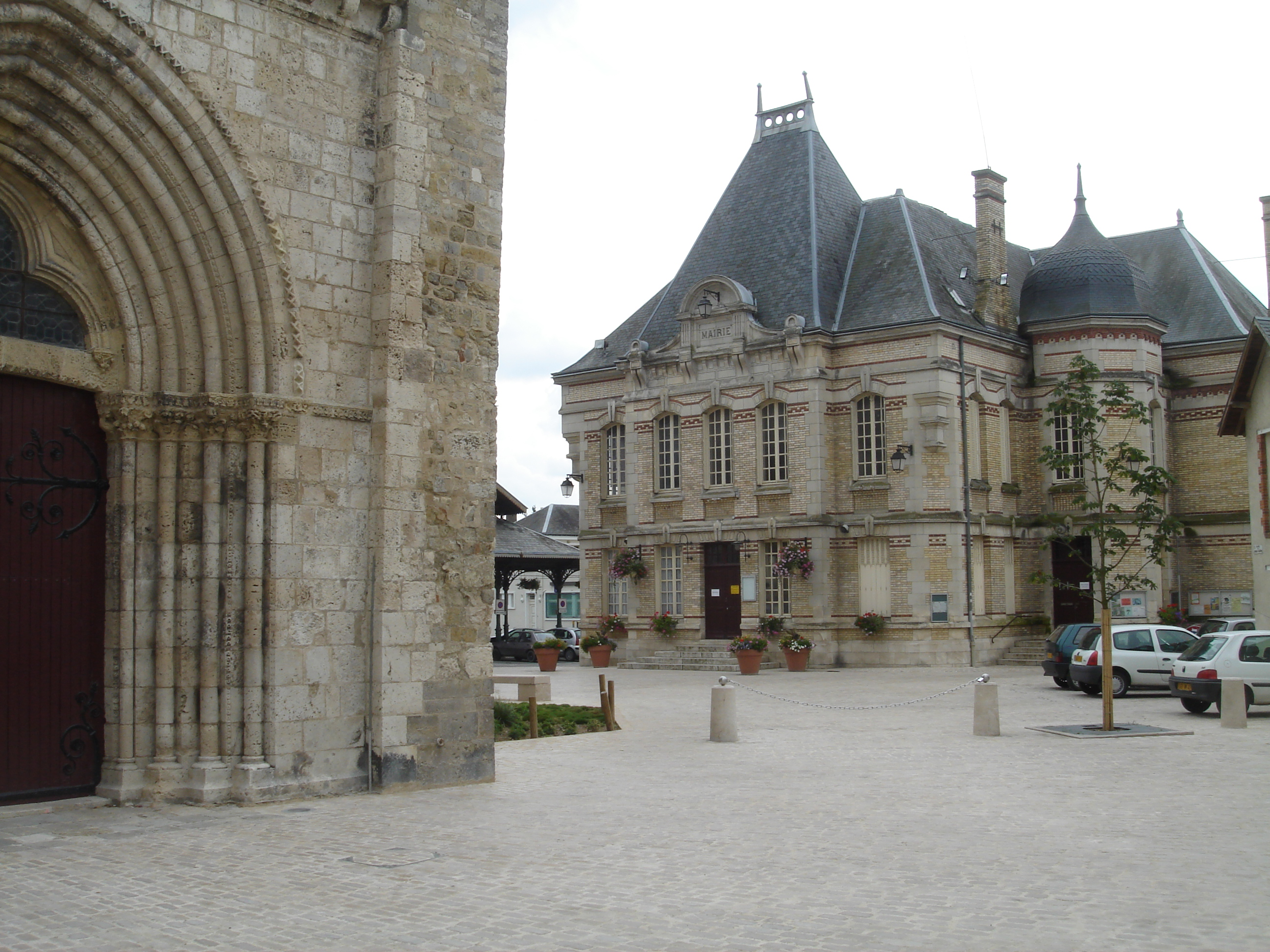
Portal von Saint-Étienne, Markthalle und Rathaus

Die mögliche Gründung in der Römerzeit ist bislang unbewiesen; genauere Nachrichten gibt es erst ab dem Jahr 1000, als die Reliquien des hl. Veranus von Cavaillon (Saint-Vrain) hierher verbracht wurden. Im 12. Jahrhundert waren zwei Bischöfe von Orléans gleichzeitig Grundherrn (seigneurs) von Gergeau. In den Jahren 1207 bis 1220 ließ ein weiterer Bischof (anstelle einer hölzernen Vorgängerkonstruktion?) eine steinerne Brücke über die Loire erbauen, deren Hochwasser die Stadt immer wieder heimsuchten. Am 12. Juni 1429 wurde Jeanne d’Arc, die im Jahr 1920 heiliggesprochene französische Nationalheldin, vor ihren Mauern verwundet und noch heute ist dieser Tag in Jargeau ein bedeutender Feiertag.
Die Stadt geriet in der zweiten Hälfte des 16. Jahrhunderts in die Wirren der Hugenottenkriege (1562–1598), doch wird sie im Edikt von Nantes (1598) als einer der „sicheren Plätze für die Protestanten“ (places de sûrete protestante) genannt. In den Jahren der Französischen Revolution (1790) wurde die Brücke zerstört. Seit 1988 stellt eine 333 m lange neue Loire-Brücke eine der wichtigsten Verkehrsverbindungen zwischen Zentralfrankreich und dem Großraum Paris dar.

### Camp de Jargeau
Im Winter 1939 wurde in Jargeau mit dem Bau von 17 Baracken begonnen. In ihnen wurden Menschen untergebracht, die vor der heranrückenden deutschen Wehrmacht aus Paris flüchteten. Nach ihrem Sieg über Frankreich ließ die Wehrmacht im Juni 1940 das Lager räumen und quartierte hier für mehrere Monate französische Kriegsgefangene ein, die dem Frontstalag 153 in Orléans unterstanden.
Auf Betreiben der deutschen Besatzungsbehörden wurde dann aus dem Frontstalag das von März 1941 bis Dezember 1945 existierende Camp de Jargeau.
Das Camp de Jargeau war anfangs ein camp des nomades, in dem Sinti und Roma und Nicht-Sesshafte interniert wurden. Das Lager, in dem sich Anfang August 1941 bereits 606 Personen aufhielten, beherbergte zeitweilig 500 Erwachsene und fast 700 Kinder unter sehr katastrophalen Umständen. Es war „gemessen an der Zahl der Internierten und der Betriebsdauer […] eines der größten Internierungslager für Nomaden in Frankreich“.
Ab Oktober 1941 erweiterte sich der Kreis der hier internierten Personen. Nun wurden zusätzlich auch Prostituierte, Ausländer, politische Gefangene und aus administrativen Gründen verhaftete Personen in Jargeau interniert. 1943 diente das Camp auch noch als Außenstelle des Gefängnisses in Orléans. Zur Situation der internierten Prostituierten heißt auf der Webseite der AJPN:

„Zwischen 1941 und 1944 wurden Prostituierte im Lager Jargeau interniert.
Diese Frauen konnten ihre Freiheit nur wiedererlangen, indem sie heirateten oder einen Job fanden - zwei Bedingungen, die offensichtlich vom Lager aus fast unmöglich zu erfüllen waren - oder indem sie sich bereit erklärten, sich in den Dienst der Deutschen, in Nazi-Bordellen, zu stellen.
Mindestens 45 dieser Frauen wurden in Deutschland "entlassen", um "arbeiten" zu gehen.
Die letzten Prostituierten von Jargeau werden im November 1944 freigelassen.“

Von März 1941 bis Dezember 1945 beherbergte das Camp de Jargeau mehr als 1.700 Menschen, darunter 1.200 sogenannte „Nomaden“ (inklusive 700 Kinder), 307 als Prostituierte geltende Frauen und weitere aus den unterschiedlichsten Gründen internierte Menschen. Für viele von ihnen bedeutete das Kriegsende nicht das Ende ihrer Internierung: diese wurde für die Sinti und Roma auch nach dem Abzug der deutschen Truppen noch 16 Monate lang fortgesetzt. Als das Lager am 31. Dezember 1945 endgültig geschlossen wurde, wurden die verbliebenen „Familien schlicht und einfach aus dem Lager vertrieben, ohne jegliche Unterstützung, ohne Zuschüsse oder Verpflegung.“ Eine Grafik von Marie-Christine Hubert besagt allerdings, dass der 21. Dezember 1945 noch nicht das Ende der Internierung gewesen sei. Vielmehr seien die Insassen des Camp de Jargeau noch in das Camp Alliers in Angoulême verlegt worden, das erst am 1. Juni 1946 geschlossen worden sei. Über das Ende dort heißt es: „Erst im Mai 1946 wurden die letzten Internierten entlassen und das Lager Alliers geschlossen […] Alle ihre Habe – u. a. Planwagen und Pferde – war weg. Sie bekamen keinerlei Hilfe, keine Entschädigung, sie mussten ihr Leben wieder bei Null anfangen.“
Mit dem Kriegsende war eine neue Gruppe von Häftlingen ins Lager von Jargeau gekommen: Hier wurden nun Frauen festgehalten, die der Kollaboration verdächtigt wurden.
Auf dem ehemaligen Lagergelände befindet sich sei 1974 das College Le Clos Ferbois, das auf einer seiner Webseiten die Geschichte des Camp de Jargeau dokumentiert.
Am 7. Dezember 1991 wurde auf dem Gelände des Le Clos Ferbois eine Gedenkstein enthüllt. Die an ihm angebrachte Tafel beginnt mit einem Zitat von Jean Guéhenno: „Keine Gewalt hat jemals zur Grösse des Menschen etwas beigetragen.“ Dem folgt als Gedenktext: „Hier wurden zwischen 1939 und 1945 1.700 Menschen ihrer Freiheit beraubt, darunter Zigeuner, Widerstandskämpfer, Fahnenflüchtige und Menschen am Rande der Gesellschaft.“

## Sehenswürdigkeiten

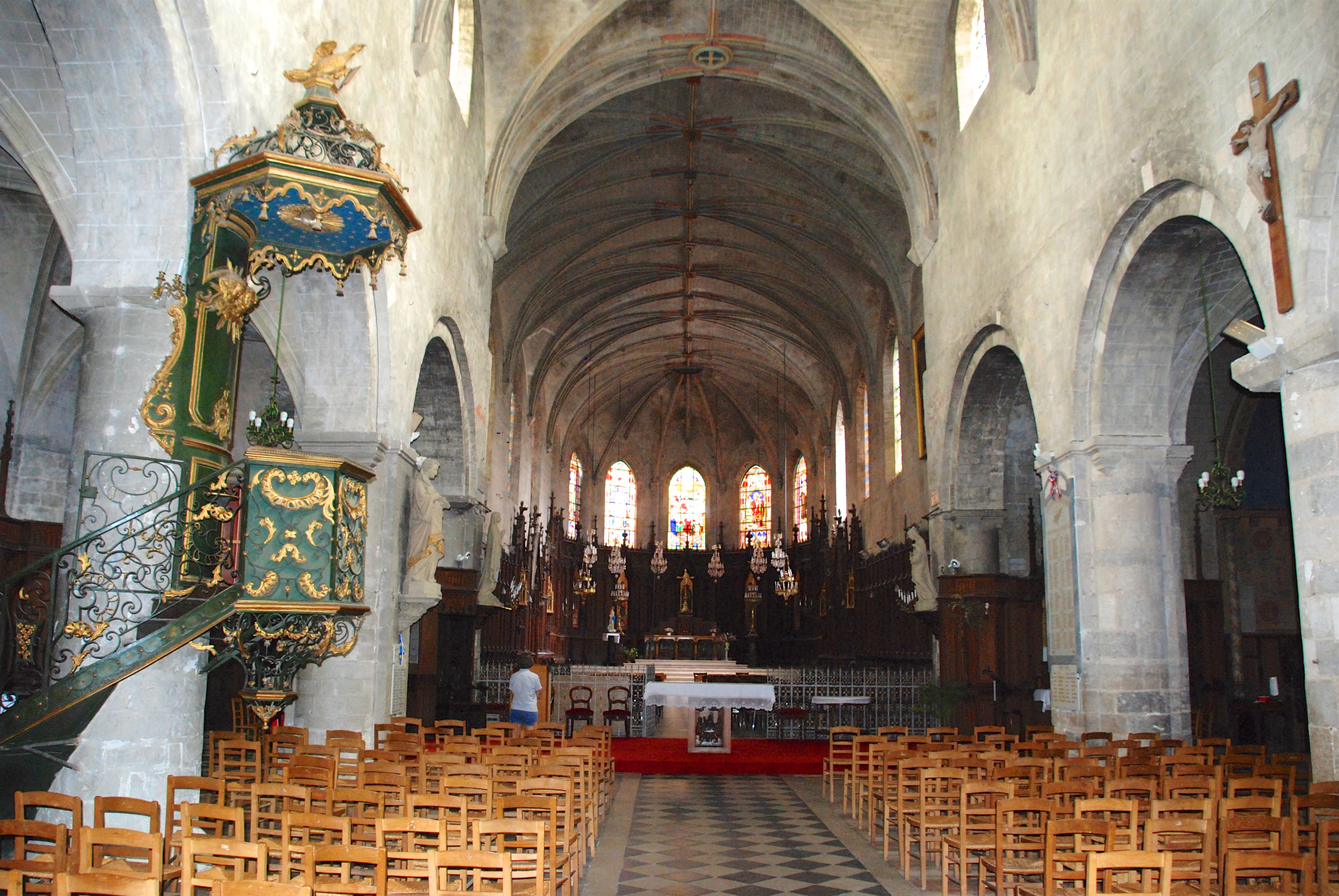
Kirche Saint-Étienne mit Kanzel

- Die an der Stelle mehrerer Vorgängerbauten errichtete ehemalige Kollegiatkirche Saint-Étienne ist ein dreischiffiger romanischer Bau (Langhaus, Glockenturm) der Zeit um 1120 mit bedeutenden Hinzufügungen im gotischen Stil (Chor, Portale) aus der zweiten Hälfte des 12. Jahrhunderts. Schäden aus der Zeit der Hugenottenkriege wurden ausgebessert. Der rippengewölbte Kirchenbau ist seit dem Jahr 1932 als Monument historique anerkannt.[14][15] Die aus Holz und Schmiedeeisen gefertigte barocke Kanzel (1752) ist ein Unikat ihrer Art und noch einmal gesondert unter Schutz gestellt.[16]
- Unweit der Kirche steht die im Jahr 1884 an der Stelle eines abgerissenen mittelalterlichen Hospitals (Hôtel-Dieu) aus Gusseisen errichtete Markthalle (halle).
- Das Rathaus (mairie) ist in einem barocken Palais aus dem 18. Jahrhundert untergebracht.

## Partnerschaften
- Corsham, England (seit 1981)
- Reilingen, Baden-Württemberg (seit 1989)

## Persönlichkeiten
- Étienne de Vignolles (um 1390–1443), Kampfgefährte von Jeanne d’Arc
- Johann II., Herzog von Alençon (1409–1476), Anführer der Truppen und Kampfgefährte Jeanne d’Arcs
- Jeanne d’Arc (um 1412–1431), wurde in der Schlacht von Jargeau verwundet
- De Vigny (1761–1830), Schauspieler, hatte hier ein Anwesen, auf dem er starb
- Jeanne Chauvin (1862–1926), Rechtsanwältin und Feministin